# Flußeisen
Der Begriff Flußeisen (heute auch: Flusseisen) wurde im 19. Jahrhundert geprägt, um das neue, im Bessemer- bzw. Thomas-Verfahren oder in einem Siemens-Martin-Ofen erzeugte flüssige Eisen vom damals noch allgemein verwendeten, im Puddelverfahren hergestellten Schmiedeeisen (Schweißeisen) zu unterscheiden.
Mit den neuen Verfahren wurde aus dem im Hochofen erschmolzenen Roheisen in den Konvertern bzw. im Siemens-Martin-Ofen flüssiges und homogenes Eisen mit geringem Kohlenstoffanteil und körnigem Bruch erzeugt. Dieses Flußeisen wurde später, im frühen 20. Jahrhundert, Stahl genannt.
Früher  bezeichnete Stahl nur eine kleine Gruppe von Spezialprodukten mit einem Kohlenstoffgehalt von 0,4 % bis 1,2 %, die schmied-, schweiß- und vor allem härtbar waren; alle anderen Produkte aus gefrischtem Roheisen wurden als schmiedbares Eisen, Schmiedeeisen oder Frischeisen bezeichnet.
Im Puddelverfahren dagegen entstand durch Frischen eine von Schlacketeilchen durchsetzte kohlenstoffarme teigige Luppe. In mehreren Arbeitsgängen wurde sie in Streifen geschnitten und in der Schmiede durch mehrfaches Zusammenwalzen (Schweißen) einzelner Streifen zu einem verwendbaren Produkt. Schweißeisen hat einen sehnigen Bruch.
Als das Puddelverfahren Anfang des 20. Jahrhunderts endgültig von den neuen Verfahren verdrängt war und nur noch Flußeisen produziert wurde, erübrigte sich die Unterscheidung. Wenig später verwendete man nur noch die Begriffe Stahl einerseits und Gusseisen für kohlenstoffreiches, nicht plastisch umformbares Eisen andererseits.